# Большое Скородно
Большое Скородно — деревня в Гдовском районе Псковской области России. Входит в состав Чернёвской волости.
Расположена в 3 км к югу от волостного центра Чернёво и в 28 км к юго-востоку от Гдова.

## Население
Численность населения деревни на 2000 год составляла 22 человека